# Timbavati
La Timbavati est une rivière d'Afrique du Sud.

## Géographie
Elle est notamment connue pour la réserve naturelle et le parc national Kruger qui sont implantés à proximité.